# Walter Brandmüller
Walter Brandmüller (sinh ngày 5 tháng 1 năm 1929) là một hồng y người Đức của Giáo hội Công giáo Rôma. Ông hiện giữ chức Hồng y Hiệu toà Nhà thờ San Giuliano dei Fiamminghi và từng là Chủ tịch Danh dự của Ủy ban Tòa Thánh về Khoa học Lịch sử từ năm 1998 đến 2009. Khẩu hiệu giám mục của ông là "Ignem in Terram" (có nghĩa là "[Đến ném] lửa vào mặt đất").

## Thân thế
Walter Brandmüller sinh ngày 5 tháng 1 năm 1929 tại Ansbach, Đức. Cha là sĩ quan Công giáo và mẹ theo đạo Tin Lành. Brandmüller được rửa tội để theo đạo của mẹ nhưng cải từ Giáo hội Luther sang Công giáo Rôma ở tuổi thiếu niên. Ông theo học tại Đại học Ludwig Maximilian München năm 1963 và lấy bằng tiến sĩ lịch sử (luận án của ông có tiêu đề "Das Wiedererstehen katholischer Gemeinden in den Fürstentümern Ansbach und Bayreuth", tạm dịch: 'Sự tái lập của các giáo xứ Công giáo ở hai thân vương quốc Ansbach và Bayreuth') và có được "habilitation" vào năm 1967 với luận án "Das Konzil von Pavia-Siena 1423–1424" (tạm dịch: 'Công đồng Pavia-Siena' 1423–1424).

## Linh mục và học giả
Ngày 26 tháng 7 năm 1953 tại Bamberg, ông được truyền chức linh mục bởi Joseph Otto Kolb, tổng giám mục của tổng giáo phận. Ông làm việc mục vụ ở Nhà thờ Thánh Gioan tại Kronach (1953–1957) và ở Nhà thờ Thánh Martinô tại Bamberg (1957–1960). Sau đó, ông tiếp tục việc học tại München. Ông là Giáo sư Lịch sử Giáo hội và Giáo Phụ học tại Đại học Dillingen từ ngày 30 tháng 10 năm 1969 đến năm 1971. Từ ngày 7 tháng 10 năm 1970 cho đến khi nghỉ hưu vào năm 1997, ông là Giáo sư Lịch sử Giáo hội thời Trung cổ và Hiện đại tại Đại học Augsburg. Từ năm 1971 đến 1998, ông là linh mục chính xứ Mariä Himmelfahrt (Đức Mẹ Lên Trời) tại Walleshausen thuộc Giáo phận Augsburg.
Là một chuyên gia về lịch sử các công đồng, ông là người sáng lập và biên tập viên của tạp chí Annuarium conciliorum historiae (Paderborn, 1969) và loạt "Konziliengeschichte" đã xuất bản 37 tập từ năm 1979 đến nay. Ông cũng xuất bản "Handbook of Bavarian Church History" (tạm dịch: "Cẩm nang lịch sử Giáo hội Bayern") (St. Ottilie, 1991–1999). Từ năm 1981 đến năm 1998, ông là thành viên của Ủy ban Tòa Thánh về Khoa học Lịch sử. Ông được bổ nhiệm làm Giáo sĩ Danh dự vào ngày 17 tháng 7 năm 1983. Ngày 22 tháng 7 năm 1990, ông được Tổng thống Richard von Weizsäcker trao Huân chương Thập tự Cộng hòa Liên bang Đức. Ông giữ chức Chủ tịch Ủy ban Quốc tế về Lịch sử Giáo hội Đương đại từ năm 1998 đến năm 2006. Ông là thành viên của linh mục đoàn Nhà thờ Thánh Phêrô từ năm 1997. Từ ngày 13 tháng 6 năm 1998 đến ngày 3 tháng 12 năm 2009, ông là Chủ tịch Ủy ban Tòa Thánh về Khoa học Lịch sử.

## Giám mục và hồng y
Ngày 4 tháng 11 năm 2010, Giáo hoàng Biển Đức XVI bổ nhiệm ông làm tổng giám mục hiệu tòa Cesarea tại Mauretania. Trong công nghị ngày 20 tháng 11 năm 2010, giáo hoàng vinh thăng Brandmüller lên bậc Hồng y đẳng Phó tế và bổ nhiệm ông làm hồng y hiệu tòa Nhà thờ San Giuliano dei Fiamminghi. Theo yêu cầu của ông và như được quy định trong giáo luật, ông sẽ được tấn phong giám mục trước khi trở thành hồng y mặc dù đã quá lớn tuổi để tham gia Mật nghị. Ngày 13 tháng 11 năm 2010 tại Nhà thờ Santa Maria dell'Anima, Roma, ông được truyền chức giám mục bởi vị chủ phong Hồng y Raffaele Farina (Đương án Văn khố và Quản thủ Thư viện của Tòa Thánh) cùng hai vị chủ phong Ludwig Schick (tổng giám mục Bamberg) và Giuseppe De Andrea (tổng giám mục hiệu tòa Anzio).
Khi tin giáo hoàng thoái vị được công bố vào năm 2013, trong một cuộc phỏng vấn với tờ nhật báo Đức The Bild, vị hồng y người Đức nói rằng tước hiệu "giáo hoàng danh dự" mà cựu giáo hoàng chọn "không hề tồn tại trong toàn bộ lịch sử giáo hội" và tiết lộ rằng ban đầu ông đã tưởng rằng tin từ chức chỉ là một "trò đùa trước Mùa Chay".
Ngày 5 tháng 10 năm 2013, Giáo hoàng Phanxicô chọn Hồng y Brandmüller làm đại diện riêng của mình để chủ tọa lễ kỷ niệm 450 năm ngày bế mạc Công đồng Trentô tổ chức ngày 4 tháng 12 cùng năm.
Tháng 9 năm 2016, Brandmüller cùng với các Hồng y Carlo Caffarra, Raymond Burke và Joachim Meisner, gửi cho Giáo hoàng Phanxicô một lá thư riêng với năm dubia (câu hỏi) để làm rõ về các điểm khác nhau của Tông Huấn Amoris laetitia. Câu hỏi đầu tiên liên quan đến việc những người ly dị và tái hôn lãnh nhận bí tích; bốn câu còn lại hỏi về những vấn đề cơ bản của đời sống Kitô hữu và đề cập đến lá thư Veritatis splendor của Giáo hoàng Gioan Phaolô II. Tháng 11 năm 2016, khi chưa nhận được phản hồi, họ đã công khai bức thư của mình với tựa đề "Seeking Clarity: A Plea to Untie the Knots in Amoris Laetitia" (tạm dịch: "Tìm kiếm sự rõ ràng: Một lời cầu xin gỡ bỏ những nút thắt trong Amoris Laetitia").
Tháng 5 năm 2017, Caffarra, Brandmüller, Burke và Meisner gửi một lá thư riêng được viết vào ngày 25 tháng 4 và trao tận tay cho giáo hoàng vào ngày 6 tháng 5 để xin mở một cuộc họp vì không nhận được phản hồi cho dubia mà họ đã gửi trước đó vào tháng 9 năm 2016. Lần này cũng không được phản hồi, họ công khai lá thư vào tháng 6 năm 2017. Hai hồng y trong số đó đã qua đời cùng năm: Meisner vào ngày 5 tháng 7 và Caffara vào ngày 6 tháng 9.
Tháng 2 năm 2019, Brandmüller và Burke viết một bức thư ngỏ gửi cho Giáo hoàng Phanxicô kêu gọi chấm dứt "bệnh dịch chương trình nghị sự đồng tính" mà theo họ là nguyên nhân cho cuộc khủng hoảng lạm dụng tình dục nhấn chìm Giáo hội Công giáo. Họ tuyên bố chương trình nghị sự được lan truyền bởi "các nhà mạng có tổ chức" được bảo vệ bởi một "âm mưu thầm lặng".

## Tác phẩm chọn lọc
- Das Konzil von Konstanz 1414–1418. 2 quyển. Schöningh, Paderborn:
  - Quyển 1: Bis zur Abreise Sigismunds nach Narbonne, 1991, 2. Bản mở rộng. 1999, ISBN 3-506-74698-7.
  - Quyển 2: Bis zum Konzilsende, 1998, ISBN 3-506-74691-X.
- Das Konzil von Pavia-Siena 1423–1424. Schöningh, Paderborn 2002, ISBN 3-506-74675-8.
- Briefe um das I. Vaticanum. Aus der Korrespondenz des Konzilssekretärs Bischof Fessler von St. Pölten 1869–1872. Schöningh, Paderborn 2005, ISBN 3-506-71359-0.
- Unity and Indissolubility of Marriage: From the Middle Ages to the Council of Trent, trong: Robert Dodaro (biên tập), Remaining in the Truth of Christ: Marriage and Communion in the Catholic Church, Ignatius Press, San Franzisco 2014. S. 129–147. Bản tiếng Đức: Robert Dorado (biên tập), In der Wahrheit Christi bleiben. Ehe und Kommunion in der Katholischen Kirche, Echter, Würzburg 2014, ISBN 978-3-429-03783-3.
- Renuntiatio Papae - einige historisch-kanonistische Überlegungen, trong: Johannes Grohe (biên tập), Gregor Wurst (biên tập), Zvjezdan Strika (biên tập), Hermann Fischer (biên tập), Begegnung der Kirche in Ost und West im Spiegel der synodalen Strukturen. Historisch-theologische Beiträge (= Festschrift Petar Vrankić zum 70. Geburtstag), EOS Verlag Erzabtei St. Ottilien, Sankt Ottilien 2017, ISBN 978-3-8306-7869-4, tr. 65–80.